# Charlotte Perriand
Charlotte Perriand (Parijs, 24 oktober 1903 – aldaar, 27 oktober 1999) was een Frans architecte, ontwerpster en fotografe. Haar werk was gericht op het creëren van functionele woonruimtes in de overtuiging dat een beter ontwerp helpt bij het creëren van een betere samenleving. In haar artikel "L'Art de Vivre" uit 1981 stelt ze: "De uitbreiding van de kunst van het wonen is de kunst van het leven - in harmonie leven met de diepste driften van de mens en met zijn geadopteerde of verzonnen omgeving." Charlotte nam graag haar tijd in een ruimte voordat ze aan het ontwerpproces begon. In Perriand's autobiografie, 'Charlotte Perriand: A Life of Creation', zegt ze: 'Ik vind het heerlijk om alleen te zijn als ik een land of historische plek bezoek. Ik vind het heerlijk om in zijn atmosfeer te baden, me in direct contact met de plaats te voelen zonder de tussenkomst van een derde partij." Haar benadering van ontwerpen omvat het opnemen van de plek en het waarderen voor wat het is. Perriand voelde dat ze verbonden was met elke plek waarmee ze werkte of die ze gewoon bezocht, ze genoot van de levende wezens en zou herinneringen ophalen op een plek die vermoedelijk dood was.

## Vroege leven
Perriand werd geboren in Parijs, als dochter van een kleermaker en een naaister. Haar kunstleraar op de middelbare school merkte al vroeg haar tekenvaardigheid op en haar moeder moedigde haar aan om zich in 1920 in te schrijven voor de Ecole de L'Union Centrale des Arts Décoratifs ("School van de Centrale Unie van Decoratieve Kunsten") om meubels ontwerpen te studeren tot 1925. Een van haar bekende leraren in deze periode was art-deco-interieurontwerper Henri Rapin . Perriand vervolgde haar opleiding door het volgen van warenhuisklassen die designworkshops verzorgden. Ze ging ook naar lezingen door Maurice Dufrêne, de studio-directeur van de workshop 'La Maitrise'. In 1925 werden haar projecten uit schoolwerk geselecteerd om deel uit te maken van de Exposition Internationale des Arts Décoratifs et Industriels Modernes . Dufrêne toonde rond deze tijd ook haar wandhangende ontwerpen in de Galeries Lafayette.

## Carrière

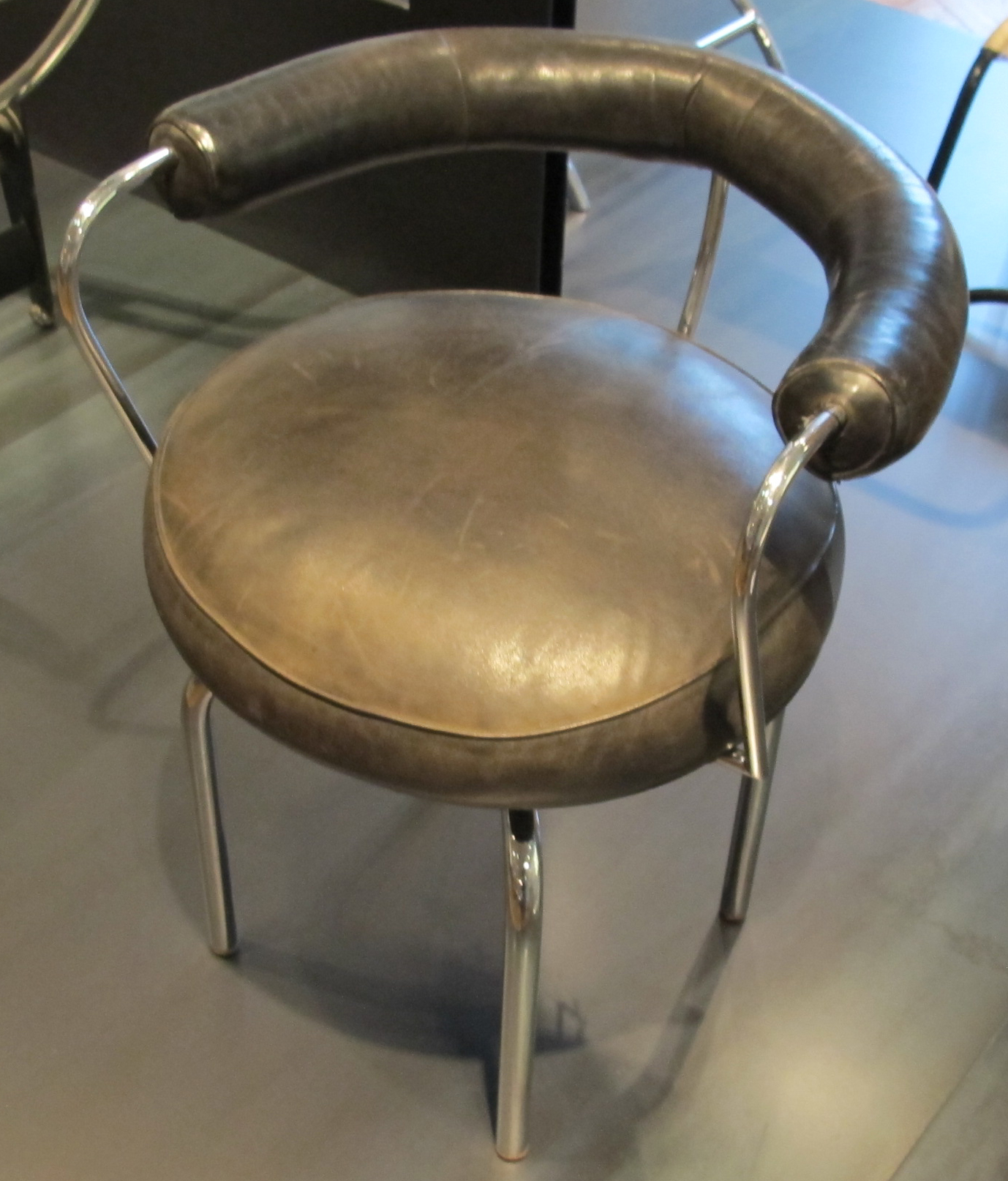
Siège pivotant (1927), Musée des Arts Décoratifs, Parijs

Twee jaar na haar afstuderen renoveerde Perriand haar appartement in een kamer met een ingebouwde glijstang van aluminium, glas en chroom en een kaarttafel met ingebouwde bekerhouders. Ze creëerde dit ontwerp als de Bar sous le toit (Bar onder het dak, dwz "op zolder") op de Salon d'Automne in 1927. Haar ontwerp bevatte een overvloed aan licht reflecterend aluminium en vernikkelde oppervlakken, evenals lederen kussens en glazen planken. Haar ontwerp kreeg veel lof van de pers en bevestigde Perriand als een talent om te volgen. De Bar sous le toit toonde haar voorkeur voor ontwerpen die het machinetijdperk vertegenwoordigden, in afwijking van de voorkeur van die tijd voor fijne handgemaakte voorwerpen gemaakt van zeldzaam hout. Perriand profiteerde van het gebruik van staal als medium in dit project, dat vroeger voornamelijk door mannen werd gebruikt. Ondanks het succes van Bar sous le toit om haar naam bekend te maken, was Perriand niet tevreden met het maken van ontwerpen voor alleen de welgestelden; ze wilde voor Le Corbusier werken en streefde naar serieproductie en goedkope huisvesting. Ze werd geïnspireerd door de boeken van Le Corbusier, omdat ze dacht dat zijn geschriften waarin de decoratieve kunsten werden bekritiseerd, in overeenstemming waren met de manier waarop ze zelf ontwierp. Toen ze in oktober 1927 solliciteerde om te kunnen werken in het atelier van Le Corbusier, werd ze afgewezen met het antwoord 'We borduren hier geen kussens.' Een maand later bezocht Le Corbusier de Bar sous le toit op de Salon d'Automne, wat hem ervan overtuigde haar een baan in meubeldesign aan te bieden.

### Samenwerking met Le Corbusier 1927 - 1937
In de studio van Le Corbusier was ze verantwoordelijk voor het interieurwerk en het promoten van hun ontwerpen door middel van een reeks tentoonstellingen. Perriand beschreef het werk als een grote samenwerking tussen Le Corbusier, Pierre Jeanneret en zichzelf; het waren 'drie vingers aan één hand'.
In 1928 ontwierp ze drie stoelen vanuit de principes van Corbusier dat de stoel een 'machine om te zitten' was, en dat elk van de drie verschillende posities zou hebben voor verschillende taken. Op verzoek van Corbusier is er een gespreksstoel gemaakt: de B301 sling back chair; een andere voor ontspanning: de LC2 Grand Confort-stoel ; en de laatste om te slapen: de B306 chaise longue. De stoelen hadden stalen buisframes. In de prototypemodellen was het staal geverfd; tijdens de productie werden de stalen buizen vernikkeld of verchroomd.
In de jaren dertig werd Perriand's focus meer egalitair en populistisch. Naast het ontwerpen van meubels en woonruimtes was ze ook betrokken bij veel linkse organisaties zoals de Association des Écrivains et Artistes Révolutionnaires en Maison de la Culture. Ze werkte ook samen met de Jeunes in 1937 en hielp bij het oprichten van The Union des Artistes Modernes. In haar ontwerpen uit die periode gebruikte ze, in plaats van chroom te gebruiken, dat duur bleek te zijn, traditionele materialen zoals hout en suikerriet, die goedkoper waren. Ze gebruikte ook enkele handgemaakte technieken die ze liet zien op de Internationale Expositie van Brussel in 1935. Veel van haar ontwerpen uit deze periode zijn geïnspireerd op de lokale meubels van de Savoie waar haar grootouders woonden - een plek die ze vaak als kind bezocht.
Na een decennium met Le Corbusier te hebben gewerkt, 'stapte ze uit zijn schaduw in een eigen succesvolle carrière'.

### Japan & Vietnam 1940-1946
Na haar werk bij Le Corbusier te hebben afgerond, werkte ze samen met Jean Prouvé. Hij ontwierp metalen objecten, zoals schermen en trapleuningen. Door de oorlog richtte hun aandacht zich op het ontwerpen van militaire kazernes en meubels voor tijdelijke huisvesting. In 1940 gaf Frankrijk zich over en ze scheidden tot 1951. Perriand verliet Frankrijk om naar Japan te gaan toen de Duitsers in 1940 Parijs bezetten. Ze reisde naar Japan als officieel adviseur voor industrieel ontwerpen bij het Ministerie van Handel en Industrie. In Japan adviseerde ze de regering over het verhogen van de ontwerpnormen in de Japanse industrie om producten voor het Westen te ontwikkelen. Op de terugweg naar Europa werd ze vastgehouden en vanwege de oorlog in Vietnamese ballingschap gedwongen. Tijdens haar ballingschap studeerde ze houtwerk en weven en kreeg ze ook veel invloed van oosters design. The Book of Tea dat ze op dat moment las, had ook een grote impact op haar werk en ze refereerde er de rest van haar carrière aan.
In de periode na de Tweede Wereldoorlog (1939–45) groeide de belangstelling voor het gebruik van nieuwe methoden en materialen voor massaproductie van meubelen. Fabrikanten van materialen zoals formica, triplex, aluminium en staal sponsorden de salons van de Société des artistes décorateurs. Ontwerpers die in deze periode hun experimenteel werk in de salons tentoonstelden, waren Perriand, Pierre Guariche, René-Jean Caillette, Jean Prouvé, Joseph-André Motte, Antoine Philippon en Jacqueline Lecoq.
Terugkeer naar Parijs 1946 -
Er was veel vraag naar het werk van Charlotte Perriand en ze werkte aan veel projecten, van skigebieden tot studentenhuisvesting. Vaak weigerde ze gebouwen van andere architecten in te richten. Ze wilde echter graag samenwerken met Jean Prouvé, die met haar samenwerkte en verschillende van haar ontwerpen produceerde van 1951 tot 1953. Ze ontwierp de interieurs en keukens voor de beroemde Unité d'habitation.
Sommige van haar werken omvatten:
- Skigebied Méribel
- Het gebouw van de Volkenbond in Genève
- de verbouwing van de kantoren van Air France in Londen, Parijs en Tokio

## Les Arcs 1967-1982
Bij de skigebieden in Les Arcs in Savoie, kwamen interesses van Perriand in prefabricage, standaardisatie, industrialisatie en bergarchitectuur samen, en worden het hoogtepunt van haar carrière genoemd. Omdat gasten het grootste deel van hun tijd buiten zullen doorbrengen, ontwierp Perriand minimale kamers, waarbij de minimale celstijl een kenmerk was van haar ontwerp. In plaats daarvan hebben de gebouwen geweldige ruimtes die open staan voor de natuur en de elementen. Een belangrijke standaardisatie van de natte eenheden (badkamers en keukens) verhoogde de efficiëntie en maakte het mogelijk om zeer snel 500 bewoonbare studio's te bouwen.

## De Chaise Longue

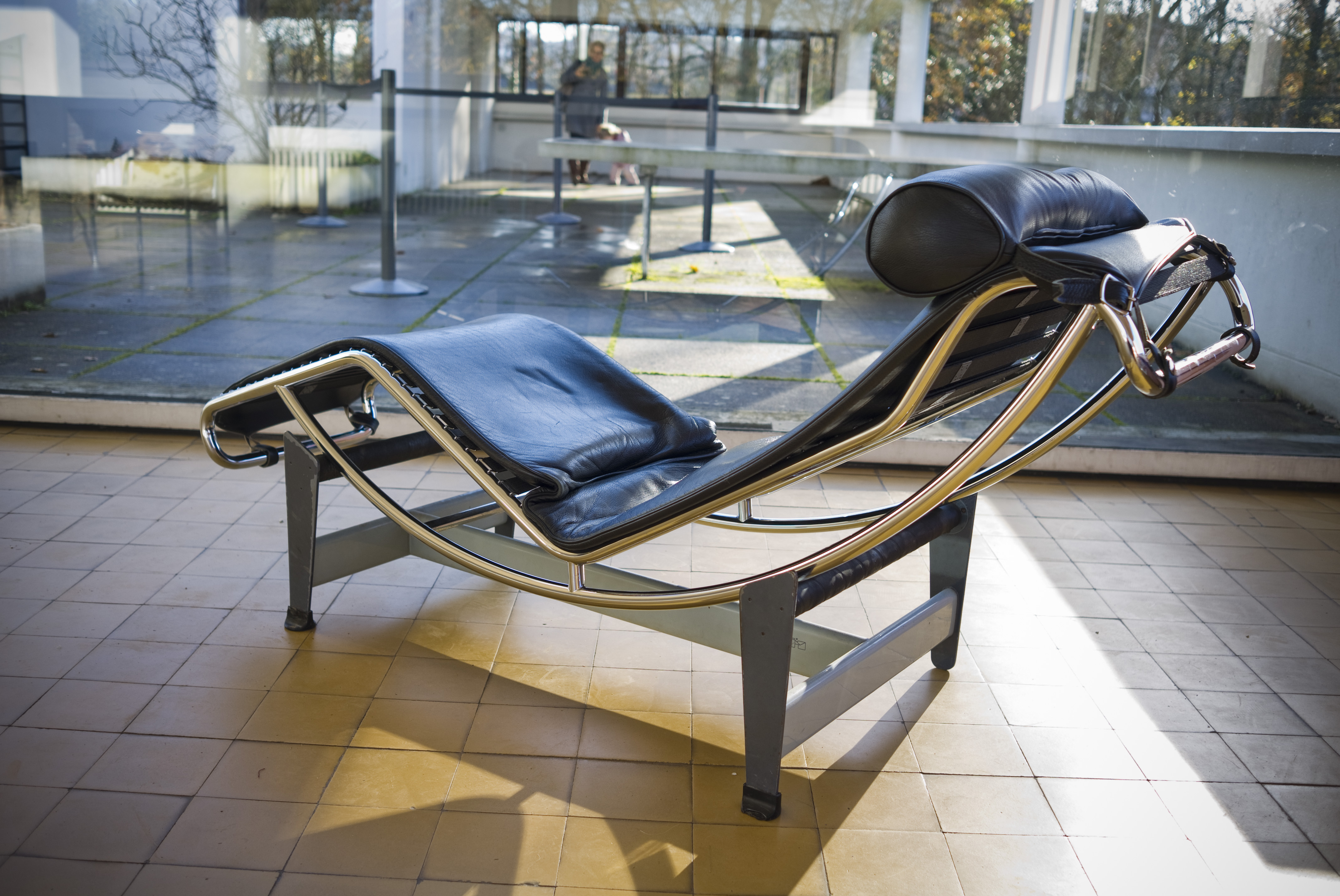
Chaise Longue van Charlotte Perriand en Le Corbusier

Perriand kende de gebogen houten stoelen van Thonet en gebruikte ze vaak niet alleen ter inspiratie, maar ook in haar ontwerpen. Hun chaise longue vertoont om deze reden enige gelijkenis met de gebogen houten schommelstoel van Thonet, hoewel hij niet lijkt te schommelen wanneer hij op de viervoetige basis staat. Maar wanneer de chaise van de basis wordt verwijderd en op een plat oppervlak wordt geplaatst, schommelt deze heel soepel. De stoel heeft dubbele buizen aan de zijkanten en een onderstel van gelakt plaatstaal. De benen lijken onbedoeld op paardenhoeven. Perriand nam dit en rende ermee weg, op zoek naar ponyhuid van Parijse bontwerkers om de chaise te bedekken.
Perriand schreef in een memoire: "Hoewel onze stoelontwerpen rechtstreeks verband hielden met de positie van het menselijk lichaam ... werden ze ook bepaald door de vereisten van architectuur, omgeving en prestige". Met een stoel die het menselijk lichaam weerspiegelt (dun frame, kussen / hoofd) en decoratieve eigenschappen heeft (fabricage, structurele kwaliteiten) hebben ze dit doel bereikt. Het was niet meteen populair vanwege zijn formele eenvoud, maar naarmate het modernisme toenam, nam ook de populariteit van de stoel toe.

## Privéleven
In 1926 trouwde Perriand met haar eerste echtgenoot, Percy Kilner Scholefield. Ze veranderden hun zolderappartement in een 'industriële tijd' interieur. Ze kreeg een dochter in 1944, Pernette, met Jacques Martin. Ze werkte meer dan 25 jaar samen met haar moeder. In 1930 gingen Charlotte en Percy uit elkaar en verhuisde ze naar Montparnasse.
Perriand was een socialist en feminist.
Ze stierf drie dagen na haar 96ste verjaardag in 1999.

## Tijdlijn
- 1927 Op een oktobermiddag een sollicitatiegesprek met Le Corbusier. Na een korte blik op haar tekeningen wordt ze afgewezen. Le Corbusier neemt afscheid met de droge opmerking 'We borduren hier geen kussens.' Ze laat haar visitekaartje hoe dan ook bij hem achter en nodigt later dat jaar Le Corbusier uit om haar installatie voor de Bar sous le Toit te komen bekijken, gevuld met stalen buismeubilair in de Salon d'Automne. Haar creatie, Nuage Bookshelf, maakt indruk op hem, resulterend in een uitnodiging van Le Corbusier om zich bij zijn atelier aan de Rue de Sèvres 35 te voegen om meubels en interieurs te ontwerpen.[15]
- 1928 Ontwerpt drie stoelen met Le Corbusier en Pierre Jeanneret (de LC2 Grand Confort fauteuil, de B301 verstelbare stoel en de B306 chaise longue ) voor de architecturale projecten van de studio.
- 1929 Creëert een modern model appartement in glas en buisstaal om tentoongesteld te worden als Equipment d'Habitation (Living Equipment) op de Salon d'Automne.
- 1930 Reist naar Moskou voor een Congrès International d'Architecture Moderne (CIAM)-conferentie en ontwerpt armaturen voor het Pavilion Suisse aan de Cité Universitaire in Parijs .
- 1932 Begint te werken aan het hoofdkwartierproject van het Leger des Heils in Parijs.
- 1933 Reist naar Moskou en Athene om deel te nemen aan CIAM-conferenties.
- 1934 Ontwerpt het meubilair en de inrichting voor het nieuwe appartement van Le Corbusier aan de rue Nungesser-et-Coli.
- 1937 Verlaat het atelier van Le Corbusier om samen te werken met de kunstenaar Fernand Léger aan een paviljoen voor de tentoonstelling van Parijs in 1937 en om te werken aan een skiresort in de Savoie .
- 1939 Wanneer de Tweede Wereldoorlog begint, verlaat ze de Savoie om terug te keren naar Parijs en om geprefabriceerde gebouwen te ontwerpen met Jean Prouvé en Pierre Jeanneret.
- 1940 Zeilt naar Japan waar ze is benoemd tot adviseur industriële vormgeving bij het Ministerie van Handel en Industrie.
- 1942 Gedwongen om Japan te verlaten als een "ongewenst vreemdeling", maar wordt opgesloten door de zeeblokkade en brengt de rest van de oorlog door in Vietnam, waar ze trouwt met haar tweede echtgenoot, Jacques Martin, en waar ze bevalt van een dochter, Pernette.
- 1946 Keert terug naar Frankrijk en blaast haar carrière nieuw leven in als onafhankelijk ontwerper en haar samenwerking met Jean Prouvé.
- 1947 Werkt samen met Fernand Léger aan het ontwerp van Hôpital Saint-Lo.
- 1950 Ontwerpt een prototypekeuken voor het appartementengebouw Unité d'Habitation van Le Corbusier in Marseille.
- 1951 Organiseerde de Franse afdeling van de Triennale di Milano.
- 1953 Werkt mee aan het ontwerp van het Hotel de France in Conakry, Guinee.
- 1957 ontwerpt het Volkenbond gebouw voor de Verenigde Naties in Genève.
- 1959 Werkt samen met Le Corbusier en de Braziliaanse architect Lucio Costa aan het interieur van hun Maison du Brésil aan de Cité Universitaire in Parijs.
- 1960 Werkt samen met Ernő Goldfinger aan het ontwerp van het Franse VVV-kantoor in Piccadilly in Londen.
- 1962 Start van een langlopend project om een reeks skigebieden in de Savoie te ontwerpen.
- 1985 Retrospectieve tentoonstelling van haar werk in het Musée des Arts Décoratifs in Parijs.
- 1998 Publicatie van haar autobiografie, Une Vie de Création, en presentatie van een overzichtstentoonstelling in het Design Museum in Londen.
- 1999 Sterft in Parijs.

## Galerij

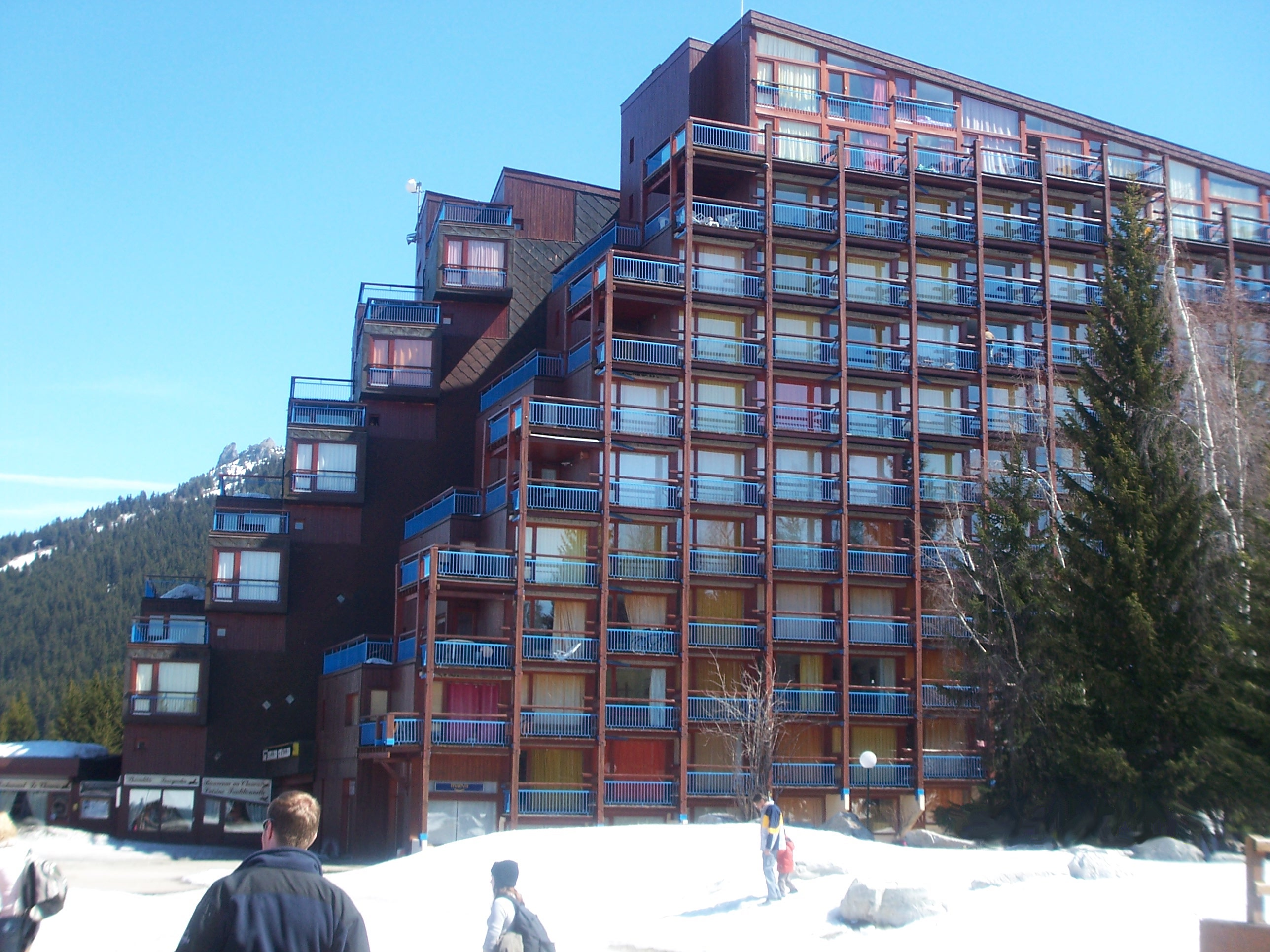
Les Arcs 1800
Axonometrisch aanzicht van een typische eenheid in de Unité d'Habitation
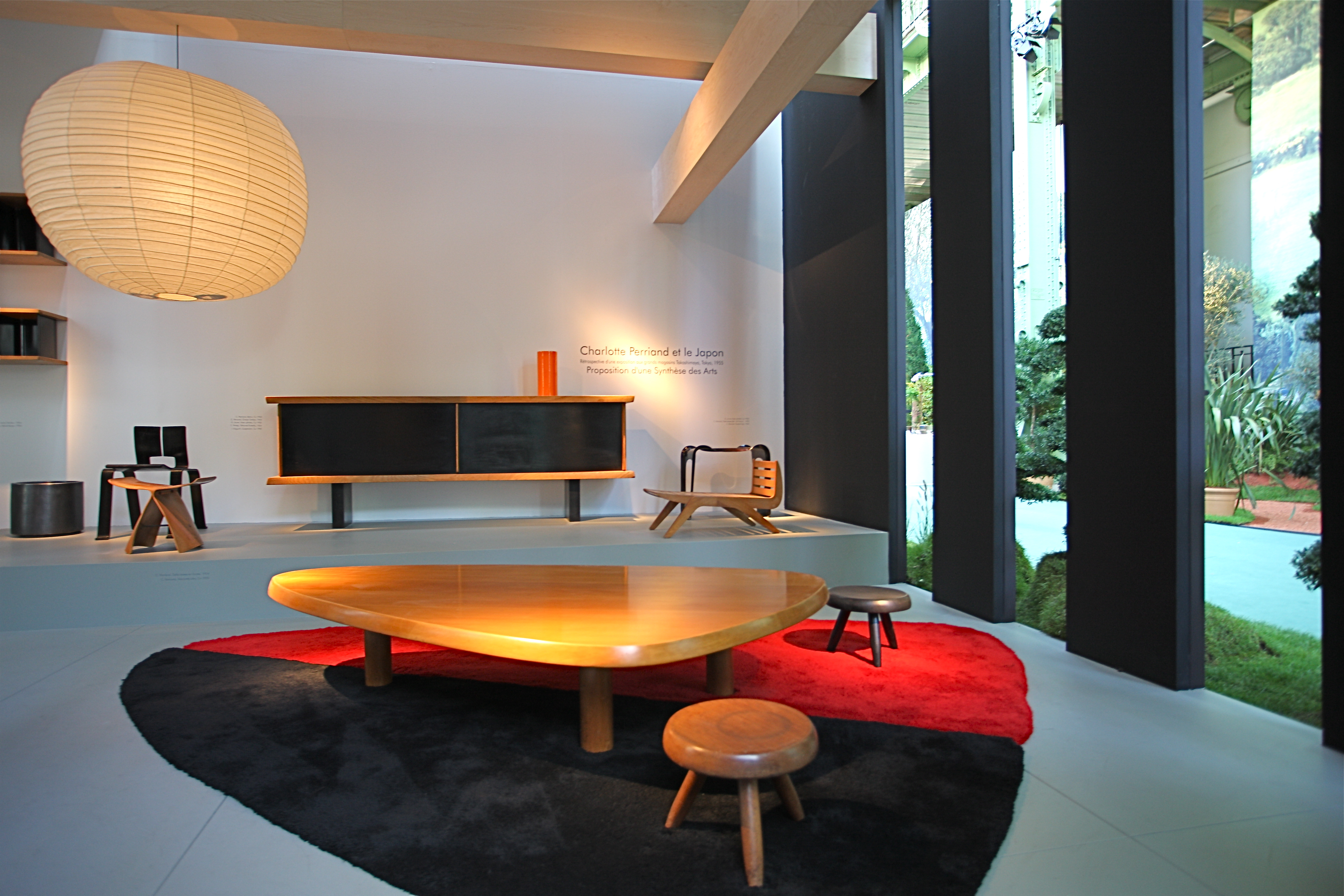
Interieurontwerp (meubels) van Charlotte Perriand